# Gerichtsbezirk Buchau
Der Gerichtsbezirk Buchau (tschechisch: soudní okres Bochov) war ein dem Bezirksgericht Buchau unterstehender Gerichtsbezirk im Kronland Böhmen. Er umfasste Gebiete in Nordwestböhmen (Okres Karlovy Vary). Zentrum und Gerichtssitz des Gerichtsbezirks war die Stadt Buchau (Bochov). Das Gebiet gehörte seit 1918 zur neu gegründeten Tschechoslowakei und ist seit 1991 Teil der Tschechischen Republik.

## Geschichte
Die ursprüngliche Patrimonialgerichtsbarkeit wurde im Kaisertum Österreich nach den Revolutionsjahren 1848/49 aufgehoben. An ihre Stelle traten die Bezirks-, Landes- und Oberlandesgerichte, die nach den Grundzüge des Justizministers geplant und deren Schaffung am 6. Juli 1849 von Kaiser Franz Joseph I. genehmigt wurde. Der Gerichtsbezirk Buchau gehörte zunächst zum Kreis Eger und umfasste 1854 die 37 Katastralgemeinden Alberitz, Bergles, Buchau, Buda, Deutschkillmes, Gießhübel, Girschen, Großlubigau, Hartmannsgrün, Höfen, Holeditz, Kleinlubigau, Kleinwerscheditz, Koßlau, Krippau, Langgrün, Langlammitz, Lochotin, Luck, Miroditz, Mokowitz, Ohorn, Olitzhaus, Pirk, Pobitz, Reschowitz, Schönau, Schwinau, Sollmus, Taschwitz, Teltsch, Tescheditz, Thönischen, Tschies, Tyß, Waltsch und Wohlau. Der Gerichtsbezirk Buchau bildete im Zuge der Trennung der politischen von der judikativen Verwaltung ab 1868 gemeinsam mit dem von  Luditz (Žlutice) den Bezirk Luditz.
Im Gerichtsbezirk Buchau lebten 1869 14.090 Menschen 1900 waren es 14.185 Personen.
Der Gerichtsbezirk Buchau wies 1910 eine Bevölkerung von 14.045 Personen auf, von denen 13.933 Deutsch und 47 Tschechisch als Umgangssprache angaben. Im Gerichtsbezirk lebten zudem 65 Anderssprachige oder Staatsfremde.
Durch die Grenzbestimmungen des am 10. September 1919 abgeschlossenen Vertrages von Saint-Germain kam der Gerichtsbezirk Buchau vollständig zur neugegründeten Tschechoslowakei, wobei die Gerichtseinteilung bis 1938 im Wesentlichen bestehen blieb. Nach dem Münchner Abkommen wurde das Gebiet dem Landkreis Luditz bzw. dem Reichsgau Sudetenland zugeschlagen.
Nach dem Zweiten Weltkrieg gehörte das Gebiet zum Okres Karlovy Vary, dessen Behörden jedoch im Zuge einer Verwaltungsreform 2003 ihre Verwaltungskompetenzen verloren. Diese werden seitdem von den Gemeinden bzw. dem Karlovarský kraj, zudem das Gebiet um Buchau seit Beginn des 21. Jahrhunderts gehört, wahrgenommen.

## Gerichtssprengel
Der Gerichtssprengel umfasste Ende 1914 die 38 Gemeinden Alberitz (Albeřice), Bergles (Bražec), Buchau (Bochov), Buda (Budov), Deutschkillmes (Německý Chloumek), Gießhübel (Stružná), Girschen (Jeřeň), Großlubigau (Velký Hlavákov), Hartmannsgrün (Lučina), Höfen (Hradiště), Holeditz (Holetice), Kleinlubigau (Malý Hlavákov), Kleinwerscheditz (Verušičky), Koßlau (Kozlov), Krippau (Skřipova), Langgrün (Dlouhá), Langlammitz (Dlouhá Lomnice), Lochotin (Lochotín), Luck (Luka), Miroditz (Mirotice), Mokowitz (Hřivínov), Ohorn (Javorná), Olitzhaus (Doupovské Mezilesí), Pirk (Březina), Pobitz (Babice), Reschwitz (Radošovice), Schönau (Činov), Schwinau (Svinov), Sollmus (Žalmanov), Taschwitz (Tašovice), Teltsch (Teleč), Tescheditz (Těšetice), Thönischen (Týniště), Tschies (Číhany), Tyß (Tis), Udritsch (Oudrč), Waltsch (Valeč) und Wohlau (Valov).